# 200 найкращих закладів вищої освіти України
«200 найкращих вишів України», також «Топ 200 Україна» — рейтинг ЗВО України.
Список був складений після перевірки даних співробітниками кафедри ЮНЕСКО «Вища технічна освіта, прикладний системний аналіз та інформатика» при Національному технічному університеті України «Київський політехнічний інститут».
Зовнішню експертизу проекту «Топ 200 Україна» здійснюють спеціалісти наглядової ради міжнародної експертної групи з визначення рейтингів університетів (IREG Observatory).

## Методика
У методиці, запропонованій кафедрою ЮНЕСКО, діяльність вишу визначається за допомогою інтегрованого індексу рейтингової оцінки — Із. Цей індекс включає три комплексні складові: Із = Інп + Ін + Імв, де:
- Інп — індекси якості науково-педагогічного потенціалу,
- Ін — індекс якості навчання,
- Імв — індекс міжнародного визнання.зфД

Усього для формування зазначених індексів використовують 20 індикаторів прямого вимірювання і дві експертні оцінки. Дані про ці індикатори вибирають із кількох незалежних джерел (дані вишів, дані МОН України, дані Комітету з питань державних премій України і премій ім. Т. Шевченка, дані міжнародних асоціацій університетів, дані інших відомств).
У 2010 до комплексного оцінювання діяльності вишів було включено два додаткові параметри:
- експертне оцінювання якості науково-педагогічного потенціалу і якості навчання — 15 %,
- показник інформаційних ресурсів (якість та функціональна повнота вебсайтів університетів) — 5 %.

Запровадження нових показників привело до зміни інтегрального індексу і, відповідно, для ряду навчальних закладів — до істотної зміни.

## Підсумкова таблиця рейтингу 2021, топ-20
Консолідований рейтинг вишів України 2021 року
1. Київський національний університет імені Тараса Шевченка
2. Національний технічний університет України «Київський політехнічний інститут імені Ігоря Сікорського»
3. Львівський національний університет імені Івана Франка
4. Харківський національний університет імені В. Н. Каразіна
5. Національний університет «Києво-Могилянська академія»
6. Національний університет «Львівська політехніка»
7. Національний медичний університет імені О. О. Богомольця
8. Одеський національний університет імені І. І. Мечникова
9. Львівський національний медичний університет імені Данила Галицького
10. Сумський державний університет
11. Донецький національний університет імені Василя Стуса
12. Харківський національний університет радіоелектроніки
13. Харківський національний медичний університет
14. Дніпровський національний університет імені Олеся Гончара
15. Чернівецький національний університет імені Юрія Федьковича
16. Дніпровський державний медичний університет
17. Буковинський державний медичний університет
18. Тернопільський національний медичний університет імені І. Я. Горбачевського
19. Прикарпатський національний університет імені Василя Стефаника
20. Національний авіаційний університет